# Charles S. Deneen
Charles S. Deneen (Edwardsville, 1863. május 4. – Chicago, 1940. február 5.) az Amerikai Egyesült Államok szenátora (Illinois, 1925–1931).